# Jardin du Moulin-de-la-Pointe - Paul Quilès
Le jardin du Moulin-de-la-Pointe - Paul Quilès est un espace vert du 13e arrondissement de Paris, en France.

## Situation et accès
Le jardin est accessible par la rue du Moulin-de-la-Pointe, après le no 57, par l'allée Alexandre-Vialatte, par le 166, avenue d'Italie et par la rue du Colonel-Dominé.
Il est desservi par la ligne 7 à la station Maison Blanche ainsi que la ligne 14 depuis son extension dans le cadre du Grand Paris Express.

Grilles d'entrée
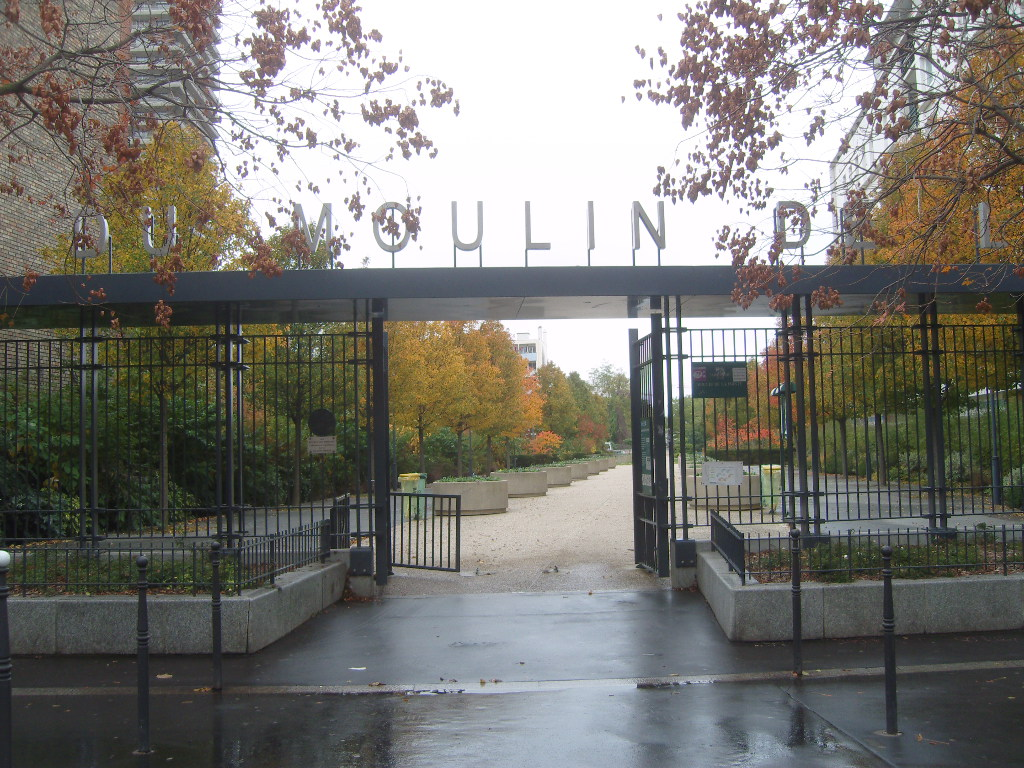
Avenue d'Italie
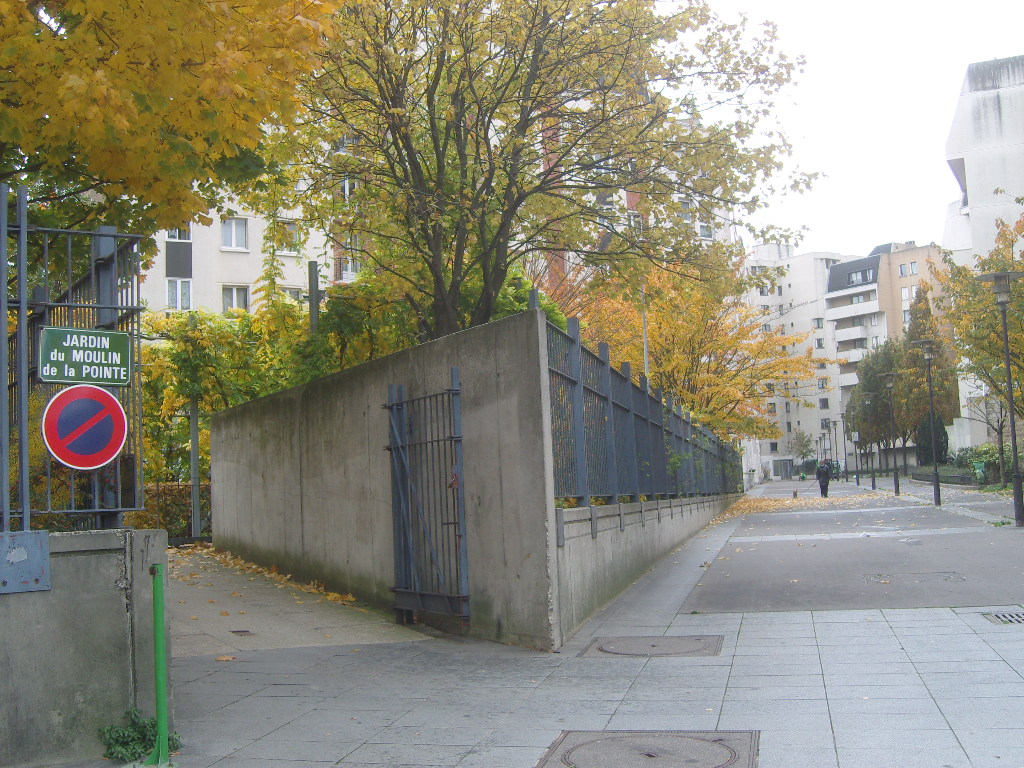
Rue du Colonel-Dominé
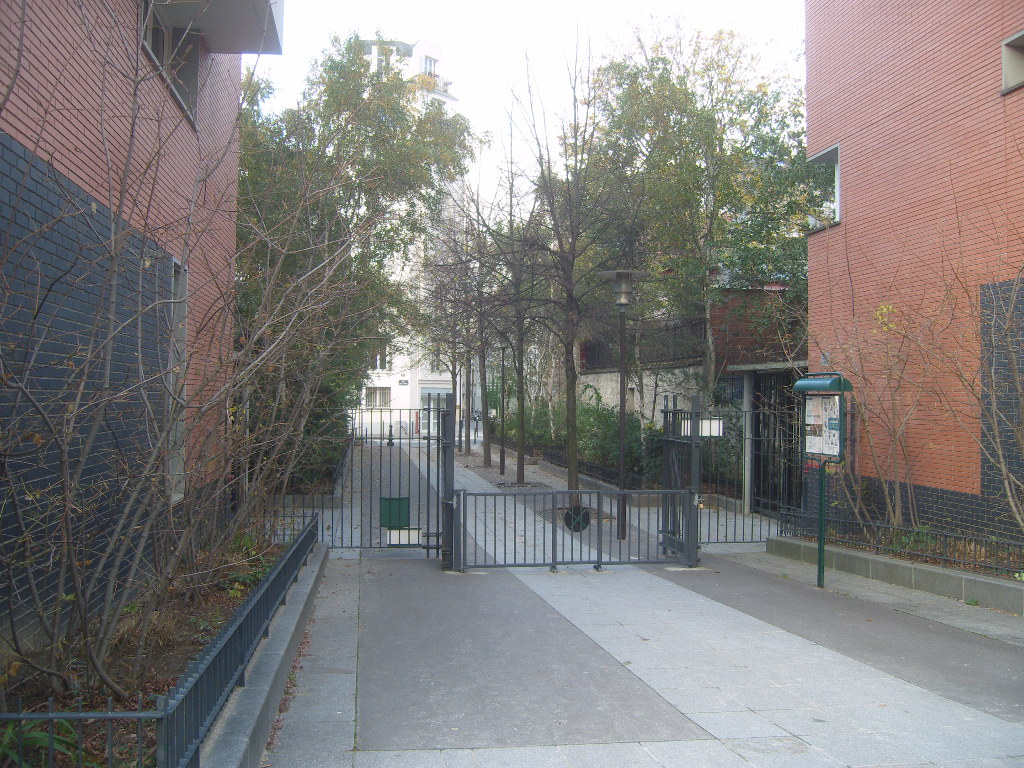
Allée Alexandre-Vialatte
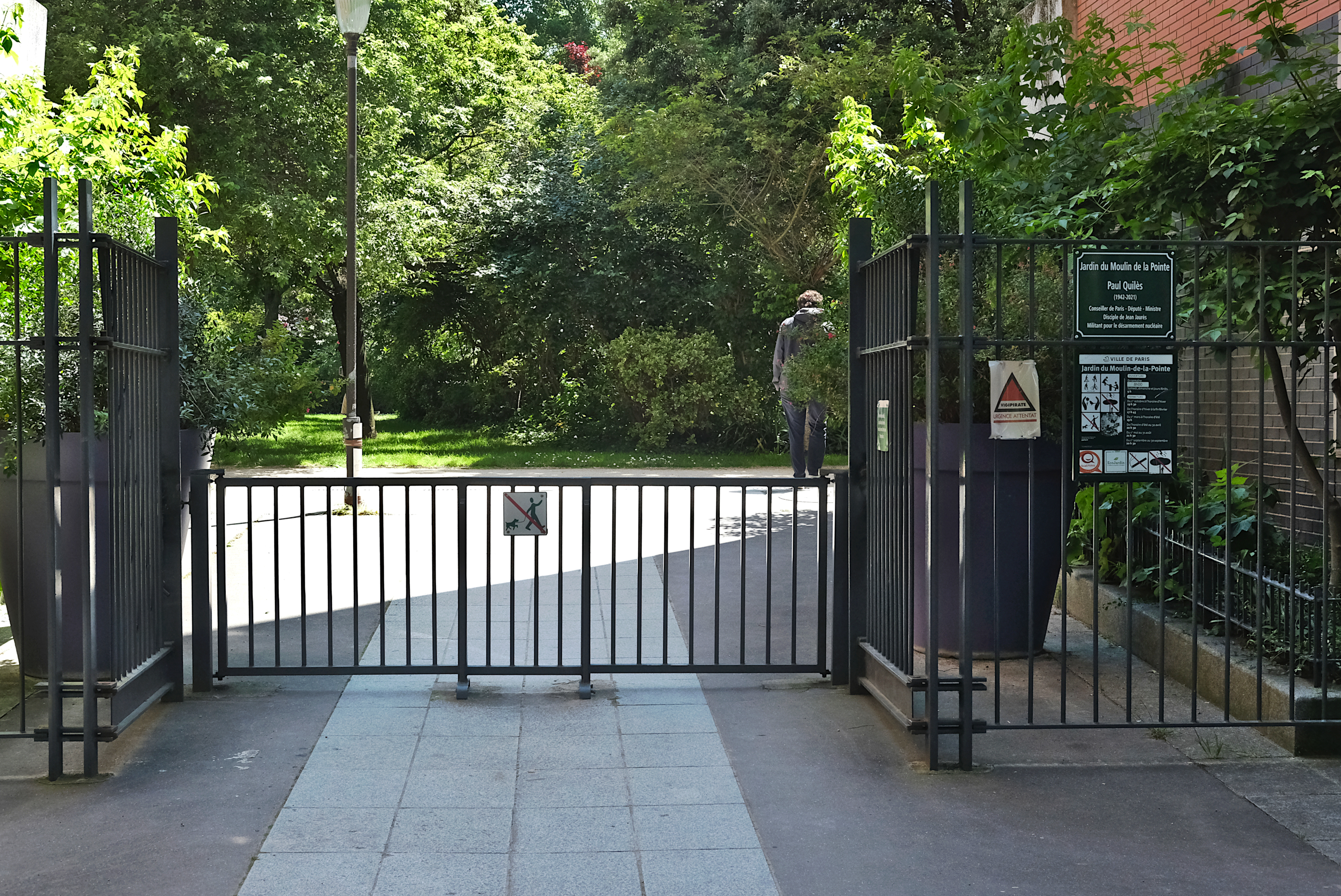
Allée Alexandre-Vialatte en 2024

## Origine du nom
Le nom remémore la présence du « Moulin de la Pointe » qui était positionné à l'entrée, à la pointe, de la route de Fontainebleau (actuelle avenue d'Italie). Le 8 juillet 2022 le Conseil de Paris ajoute au nom du jardin Paul Quilès (1942–2021), homme politique français.

## Historique
Le jardin est créé en 1992, puis étendu en 2003 dans le cadre de la ZAC Tage-Kellermann aménagée par la SEMAVIP (Société d'économie mixte d'équipement et d'aménagement de la Ville de Paris) avec pour architecte Gilles Vexlard. La partie nord d'environ 3 000 m2 est une dalle au-dessus de la ligne de Petite Ceinture.
En septembre 2015, le jardin est devenu une des extrémités de la Petite Ceinture du 13e.

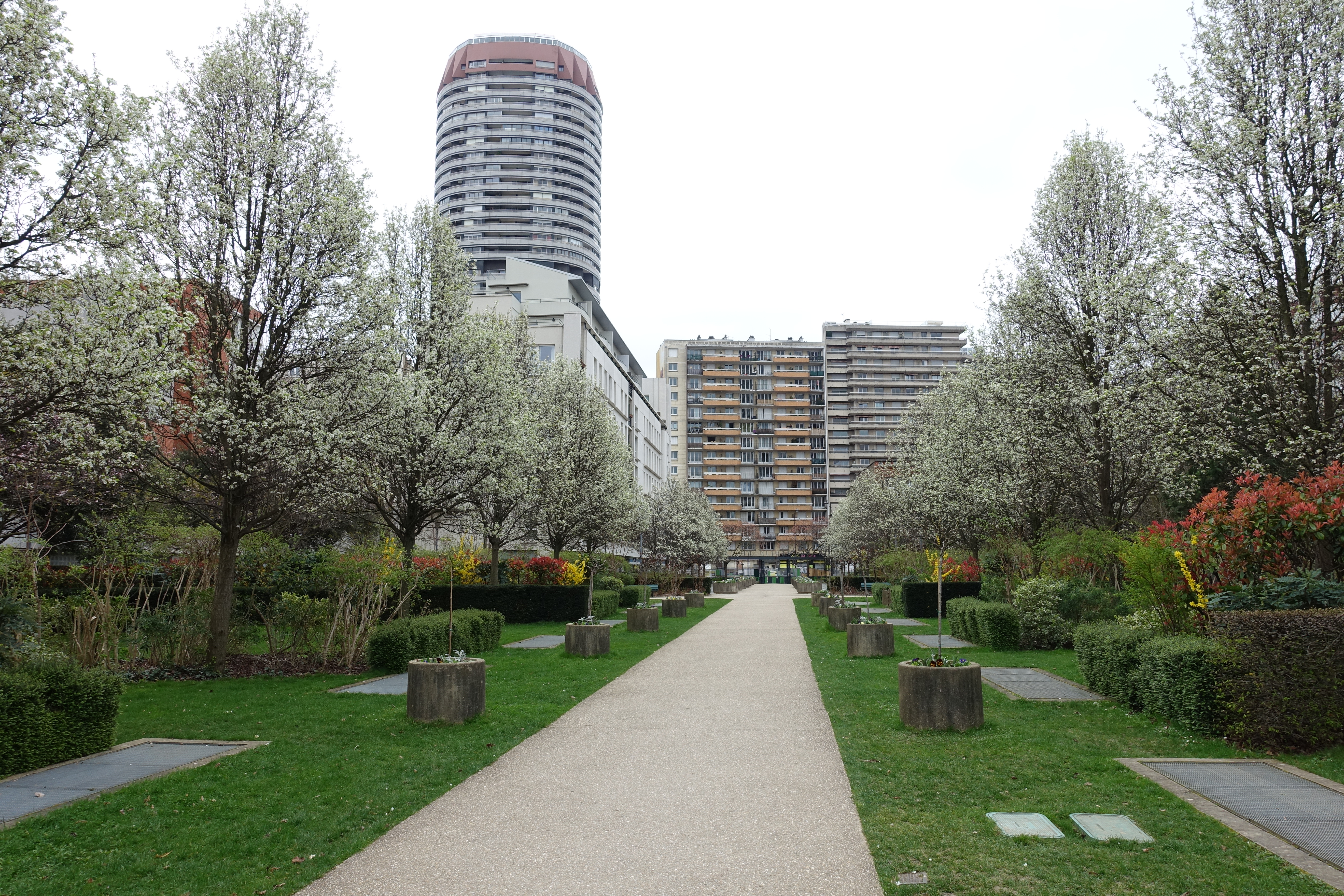
Avec la tour Super-Italie en arrière-plan.
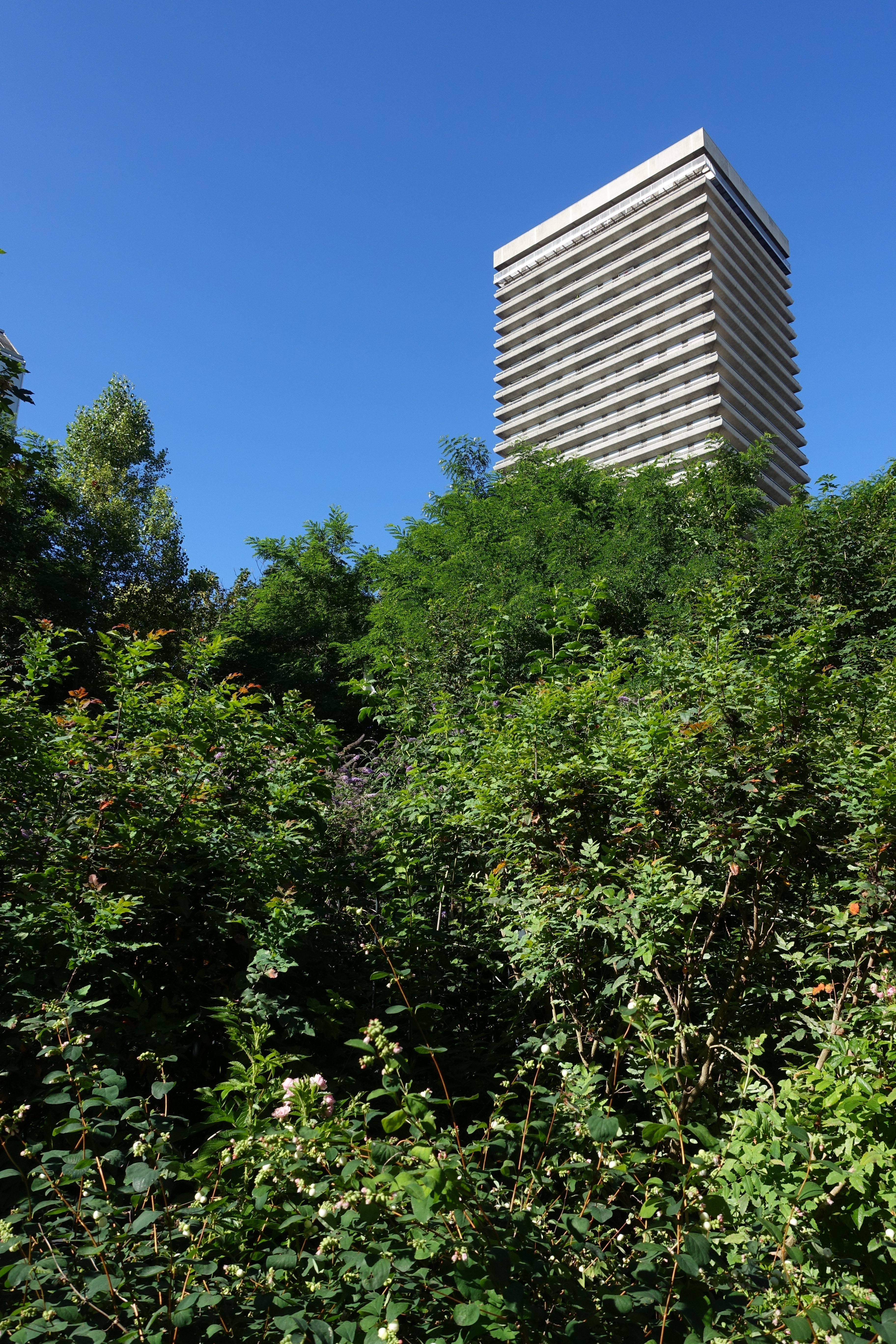
Avec la tour Chambord en arrière-plan.
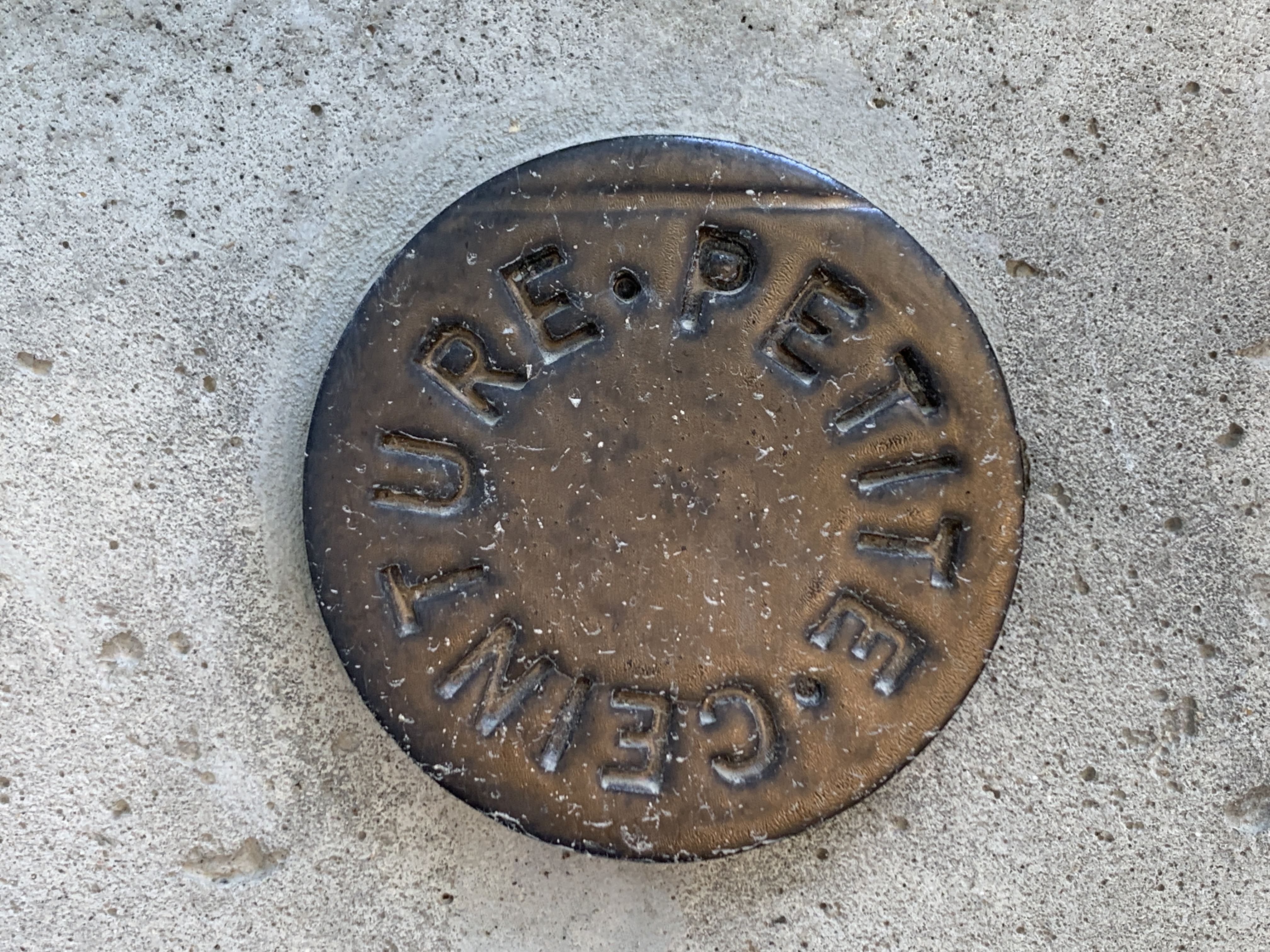
Médaillon indiquant la Petite Ceinture.